# 金世俊
金世俊（1573年—1658年），字孟章，號稠原，浙江義烏縣（今義烏市）人，軍籍，明朝及南明政治人物。

## 生平
金世俊是萬曆二十二年（1594年）舉人，到三十五年（1607年）中丁未科進士，獲授中書舍人，負責出使封藩，但不接受餽贈，歷任驗封主事、員外郎和郎中，因父母去世辭官。服喪結束後轉任稽勳和考功，進行改革；不久再轉任文選，因為魏忠賢勢力逼於請假回家。其後起用為太常少卿，於倪文煥彈劾李宗延期間遭誣衊為左光斗與魏忠賢部屬被免職。
崇禎帝即位，得起用為大理卿，再擢升為工部右侍郎和左侍郎。宦官張彝憲總理戶、工兩部，金世俊打算辭官但不被允許；德陵完成後署任尚書，崇禎帝在屏風寫下天下三大清官的名字，第一位就是他。很快他不順從張彝憲致仕，後來學有所成，因為被計劃復秩行賄被揭發，逮捕免官。
隆武帝繼位，徵召為戶部尚書，管理金華糧餉。國亡後不出仕到去世。

## 家族
曾祖金滄。祖父金守憲。父金文亮。母朱氏。重庆下。弟世傑（监生）、世儀（监生）、世俨。

## 引用
1. 1 2  錢海岳《南明史·卷四十七·列傳第二十三》：金世俊，字孟章，義烏人。萬曆三十五年進士。授中書舍人，奉使封藩，卻餽金不受。歷驗封主事，員外郎，郎中，憂歸。
2. ↑  嘉慶《漳浦縣志·卷十·選舉》：（萬曆）二十二年甲午科譚昌言榜 金世俊
3. ↑  《萬曆三十五年丁未科进士履历便览》：金世俊，口口。春秋房，戊寅正月二十二日生。义乌人，甲午乡三十名，会七十名，三甲二百三十二名。吏部政，庚戌授中书，乙卯升吏部主事，丙辰调验封，又调考功，又调文选，丁巳升员外，调验封，又调文选，本年升郎中，戊午给假，癸亥起稽勲司郎中，本年升司功司郎中，升文选司，甲子给假，乙丑起太常寺少卿，本年为民。丁卯奉旨起用，己巳起大理右少卿，升正卿。曾祖滄。祖守憲，太医院口口、乡宾。父文亮，监生。
4. ↑  錢海岳《南明史·卷四十七·列傳第二十三》：起太常少卿，倪文煥劾李宗延，云世俊為左、魏私人，遂削籍。威宗即位，起大理卿。……擢工部右侍郎，提督陵工，修九陵，節十餘萬金。著為令，調左。
5. ↑  錢海岳《南明史·卷四十七·列傳第二十三》：晚於學有得。坐謀復秩行賄事露，逮免。紹宗即位，召戶部尚書，管金華餉。國亡，徵不出，卒。
6. ↑  龚延明主编. . 宁波: 宁波出版社. 2016. ISBN 978-7-5526-2320-8. 《天一閣藏明代科舉錄選刊.登科錄》之《萬曆三十五年丁未科進士登科録》